# Odden Sogn
Odden Sogn ist eine Kirchspielsgemeinde (dän.: Sogn) auf der dänischen Insel Seeland. Bis 1970 gehörte sie zur Harde Ods Herred im damaligen Holbæk Amt, danach zur Trundholm Kommune im Vestsjællands Amt, die wiederum im Zuge der Kommunalreform zum 1. Januar 2007 in der Odsherred Kommune in der Region Sjælland aufgegangen ist.

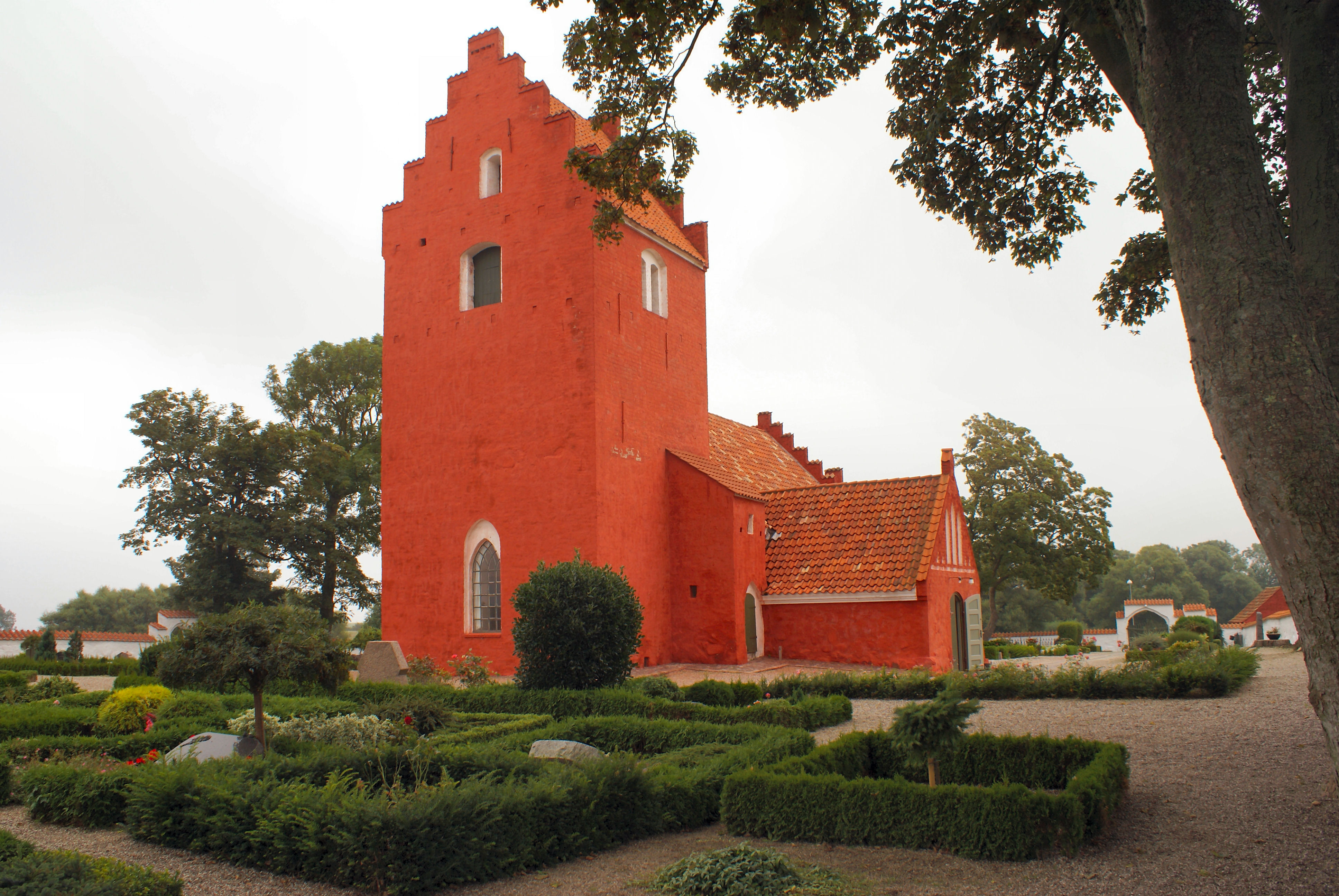
Odden Kirke

Am 1. Januar 2023 lebten im Kirchspiel 1212 Einwohner, davon 590 in der Ortschaft Havnebyen. Kirche der Kirchspielsgemeinde ist die Odden Kirke bei Overby.
Einzige Nachbargemeinde ist im Osten Lumsås Sogn, ansonsten grenzt das Kirchspiel an die Ostsee.